# L'Occupation du Bureau de surveillance du cinéma
Pour plus de détails, voir Fiche technique et Distribution.
L'Occupation du Bureau de surveillance du cinéma est un  film documentaire québécois réalisé par Denys Desjardins, sorti en 2014.

## Synopsis
Ce document témoigne d'un événement survenu en 1974 et qui fut déterminant dans la naissance de l'industrie du cinéma  au Québec.
À partir de 1963, les cinéastes québécois commencent à s'organiser en association pour réclamer l'intervention des gouvernements dans le financement et le soutien de l'industrie cinématographique canadienne et québécoise.  À l'automne 1974,  devant l'inertie du gouvernement du Québec, une poignée de cinéastes québécois décident de passer à l'action et d'occuper le Bureau de surveillance du cinéma.
Pendant douze jours, soit du 22 novembre au 2 décembre 1974, plus d'une centaine d'artisans du cinéma participeront à cette occupation. Leur action forcera le gouvernement à voter une loi-cadre pour organiser et soutenir l'industrie du cinéma au Québec, ce qui donnera naissance en 1976 à l'Institut québécois du cinéma (IQC) qui est aujourd'hui connu sous le nom de la Société de développement des entreprises culturelles (SODEC).
C'est le 23 juin 1983 que le Bureau de surveillance du cinéma sera remplacé par la Régie du cinéma.

## Fiche technique
- Réalisation : Denys Desjardins
- Production : Denys Desjardins / Les Films du Centaure
- Scénario : Denys Desjardins
- Photographie : Jean-Pierre Saint-Louis / Alex Margineanu
- Son : Stéphane Barsalou
- Montage : Denys Desjardins
- Langue : français

## Distribution
- Paule Baillargeon
- Guy Borremans
- Michel Brault
- Marcel Carrière
- Jean Dansereau
- Fernand Dansereau
- Mireille Dansereau
- Rock Demers
- Jacques Giraldeau
- Claude Godbout
- Jacques Leduc
- Jean Pierre Lefebvre
- André Forcier
- André Melançon